# Julian Schütter
Julian Schütter (Schladming, 14 marzo 1998) è un ex sciatore alpino austriaco.

## Biografia
Specialista delle prove veloci attivo dal dicembre del 2014, in Coppa Europa Schütter ha esordito il 14 gennaio 2016 a Radstadt/Reiteralm in supergigante (67º) e ha conquistato l'unico podio il 27 gennaio 2022 a Saalbach-Hinterglemm nella medesima specialità (3º); in Coppa del Mondo ha debuttato il 26 novembre 2022 a Lake Louise in discesa libera (46º), ha conquistato il miglior risultato il 4 dicembre seguente a Beaver Creek in supergigante (18º) e ha preso per l'ultima volta il via il 21 gennaio 2023 a Kitzbühel in discesa libera, gara durante la quale è caduto procurandosi un grave infortunio al ginocchio che ne ha compromesso il prosieguo della carriera: ha tentato di tornare alle competizioni nella stagione 2023-2024, ma è riuscito a prendere parte soltanto ad alcune prove di discesa libera di Coppa del Mondo e ha annunciato il ritiro nel corso di quella stessa stagione. Non ha preso parte a rassegne olimpiche o iridate.

## Palmarès

### Mondiali juniores
- 1 medaglia:
  - 1 argento (discesa libera a Val di Fassa 2019)

### Coppa del Mondo
- Miglior piazzamento in classifica generale: 109º nel 2023

### Coppa Europa
- Miglior piazzamento in classifica generale: 30º nel 2022
- 1 podio:
  - 1 terzo posto

### Campionati austriaci
- 3 medaglie:
  - 1 oro (supergigante nel 2022)
  - 1 argento (discesa libera nel 2021)
  - 1 bronzo (discesa libera nel 2022)